# Cathry Szaléz
Cathry Szaléz/Cathry Ferenc (Budapest, 1899. április 30. – Budapest, 1972. november 8.) magyar zeneszerző, Cathry Szaléz Ferenc (1834–1901) mérnök unokája.

## Életpályája
Szeghő Sándor katonakarmesternél tanult hegedülni és zongorázni. Húsz évesen írta Dalos huszár című operettjét.
Ismert nótája a Zúg az őszi szél.

## Családja
Szülei: Cathry Ferenc és Ottl Mária Paula voltak. 1936-ban, Budapesten házasságot kötött Kovács Ilonával.